# Teatro Nacional Sucre
El Teatro Nacional Sucre, a Quito, és el teatre i sala de concerts més prestigiós de l'Equador. Va ser construït entre 1879 i 1886 per ordre del president Ignacio de Veintimilla, seguint un model d'inspiració europea, ja que es tracta d'un teatre a la italiana, i va ser inaugurat, el 1886, sota el govern de José María Plácido Caamaño. És una de les sales de concert més antiga de Sud-amèrica, ja que va ser inaugurada el 1886, abans que el Teatro de Cristóbal Colón de Bogotà (1892), l'Amazones de Manaus (1896) i el Colón de Buenos Aires (1908). L'escenari del Sucre també ha estat seu de successos de la vida política de l'Equador, com la possessió presidencial d'alguns mandataris, dels alcaldes de la capital i d'altres esdeveniments de transcendència. La Fundación Teatro Nacional Sucre, que depèn de l'ajuntament de la capital, administra el teatre, que si bé era de propietat estatal va passar a propietat municipal. La fundació administra també altres teatres de la ciutat, la casa de la fundació i el cafè del teatre.

## Història

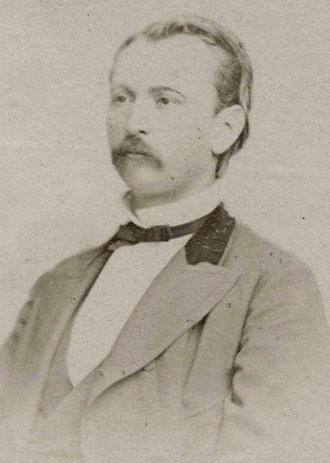
Francisco Schmidt, arquitecte a càrrec de l'obra.

El lloc on avui s'aixeca el Teatro Nacional Sucre era conegut a mitjan segle xvi com a Plaça de les carnisseries (Plaza de las carnicerías, en castellà)', perquè al seu voltant es trobaven diversos locals que funcionaven com a escorxadors i carnisseries. A començament del segle xvii, les autoritats municipals decideixen clausurar els escorxadors privats i construir-hi un únic edifici estatal destinat a aquestes tasques, realitzant així la primera neteja del sector i afavorint-hi la instal·lació de cases i mansions senyorials.
Entre 1670 i 1672 es va utilitzar la plaça formada davant de l'edifici de l'escorxador per les conegudes curses de braus dels dissabtes. L'any 1786, es va construir en aquest espai la primera plaça de toros de la ciutat, convertint l'espai en un referent cultural de la vida de la ciutat. Anys més tard, ja després de la independència, el 1867, el govern de la república convida a les municipalitats de tot el país a construir teatres en les seves jurisdiccions, i és així com el 1877 s'inicien els estudis i concursos de disseny per a la construcció del primer teatre d'envergadura de la ciutat que, a més, inclogués una plaça oberta al seu davant.
La construcció del Teatro Nacional Sucre comença a les acaballes del segle xix, impulsat principalment per Marieta de Veintimilla, neboda del president Ignacio de Veintimilla i que feia les funcions de primera dama de la nació. Els treballs van començar l'any 1879 i van acabar en la seva totalitat el 1887, un parell de mesos després de la seva obertura. La inauguració va ser el 25 de novembre de 1886 i va rebre el nom al mariiscal Antonio José de Sucre.
Durant el govern del president Gala Plaza Lasso, el teatre va ser tancat per a una primera reconstrucció i modernització, que va acabar el 1952. El 1994 l'edifici va ser tancat de bell nou per ser rehabilitat. Es va tornar a augurar als 117 anys de la seva primera obertura, el 24 de novembre de 2003 amb la presentació de l'òpera Rigoletto en coproducció amb l'Asociación Pro-Lírica del Perú. El 13 de novembre de 2006 el teatre va estrenar la primera òpera equatoriana, Manuela i Bolívar, del compositor Diego Luzuriaga.

## Estil arquitectònic

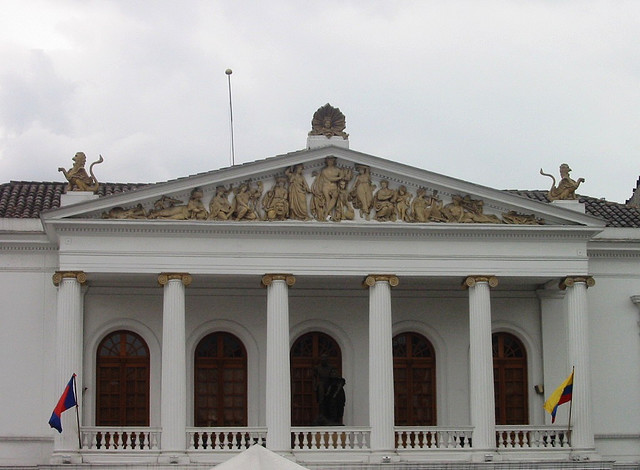
Detalls del frontó i balcó del teatre.

El Teatro Nacional Sucre és una fita arquitectònica de Quito, que expressa el caràcter neoclàssic que dominava en l'època en què fou construït. El disseny del projecte el va realitzar l'arquitecte alemany Francisco Schmidt i el seu estil recorda les grans cases d'òpera europees, amb la disposició típica de teatre de ferradura, pel sistema de llotges que el forma. La façana del teatre s'inspira en el pal·ladianisme renaixentista; té una planta baixa i un pis noble a la part alta. El cos central de la façana presenta un frontó amb una loggia sostinguda per sis columnes jòniques. La distribució de la façana, amb un cos central i dues torrasses als costats, sembla inspirat en la Vil·la Emo que s'aixeca prop de Venècia.
El frontó està decorat amb un fris daurat en el centre del qual destaca la imatge del déu grec Apol·lo (reconeixible per la cítara o lira que té com a atribut i que duu a la mà dreta en la seva condició de cap de les muses, Apol·lo Musageta) i les nou muses canòniques: Cal·líope, Clio, Erato, Euterpe, Melpòmene, Polímnia, Talia, Terpsícore i Urània. En els costats del frontó es poden veure dis grius, un a cada costat, criatures mitològiques associades amb Apol·lo, que semblen custodiar el teatre. Al centre de la loggia hi ha una estàtua en bronze del mariscal Sucre, que aixeca una dona de trets mestissos les cadenes de les quals acaba de trencar: es tracta d'una al·legoria de la llibertat de la nació equatoriana. L'estàtua fou dissenyada originalment com un monument a l'heroi de la batalla de Pichincha però finalment va acabar decorant la loggia del teatre.
La planta baixa del teatre té diversos arcs de mig punt que s'obren al carrer, en part reutilitzats de l'antic edifici colonial de les carnisseries. En els cossos laterals hi ha sengles torrasses rematades per frontons. Com en tot edifici d'inspiració renaixentista, la façana és totalment simètrica; té una longitud aproximada de 55 metres i s'emmarca en la Plaza del Teatro, una esplanada d'uns 3.000 metres quadrats de superfície.

## Interior

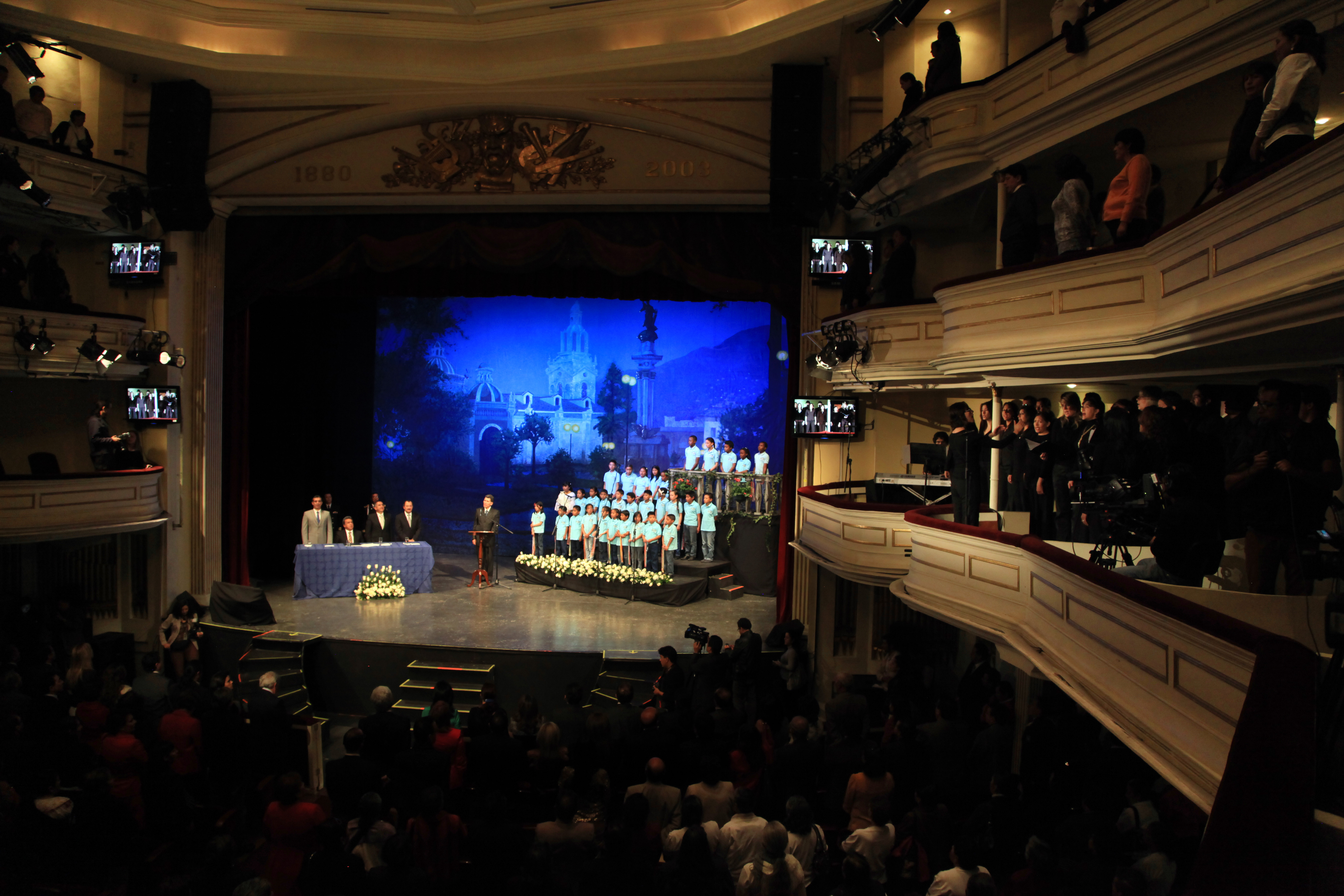
Interior del teatre.

L'interior del teatre està decorat amb obres d'art que daten majoritàriament del segle xix, entre les quals llums francesos del mateix període i mobiliari de mitjan segle xx. Al vestíbul principal o foyer, les finestres del qual donen a la loggia, es poden trobar també tres llums de peu d'origen vienès i dos grans miralls de pedra del segle xix.
Entre els frescos que decoren les parets de l'accés a la sala principal del teatre estan Don Juan Tenorio i El Somni d'una Nit d'Estiu, tots dos d'Alberto Coloma Silva; i un mural de tres parts que representa personatges quotidians i especials de la ciutat de Quito, obra de Jaime Zapata de l'any 2004.

### Localitats i capacitat
Actualment, la disposició del teatre es divideix en quatre àmbits: platea principal, primera fila de llotges, segona fila de llotges i lluneta. La primera es disposa sobre la base de l'edifici, davant de l'escenari, mentre que les tres restants ho fan en forma de ferradura en els pisos superiors. La llotja principal se situa al centre de la primera fila de llotges, just al davant de l'escenari i sobre l'entrada principal a platea. El nombre total de seients del teatre és de 804.

### Escenari
L'escenari del Teatro Nacional Sucre s'ubica darrere d'un històric teló de vellut vermell que hi és des de la seva inauguració al segle xix, i que es recull de manera vertical en dues seccions. Un segon teló d'acer decorat durant les remodelacions de 2004 baixa sobre el de vellut i té la funció d'evitar la propagació d'incendis. L'escenari original va ser substituït per un de mòbil durant les remodelacions, per disposar de més versatilitat i funcionalitat.